# H2 인터렉티브
H2 인터렉티브는 대한민국의 게임 배급사중 하나이다. 2009년 설립 되었으며, 여러 게임 개발사들의 게임들을 퍼블리싱 하고 있으며, 해외에서 개발된 여러 게임들을 수입 및 한글화 하여 국내에 유통하고 있기도 하다. 2014년엔 스팀에 직접 게임을 퍼블리싱하기도 하였으며 2013년 자체 디지털 유통 판매 사이트인 다이렉트 게임즈를 열기도 하였다.

## 참고 문헌
1. ↑  “회사소개”. 2016년 3월 25일에 원본 문서에서 보존된 문서. 2015년 12월 19일에 확인함.
2. ↑  남혁우 (2014년 2월 28일). “H2인터렉티브, 밸브 스팀에 공식 퍼블리셔로 입점”. 디스이즈게임. 2015년 12월 19일에 확인함.
3. ↑  오원석 (2013년 10월 15일). “‘GTA5’ 유통사 H2, ‘스팀’ 게임 판다”. 블로터. 2017년 11월 14일에 원본 문서에서 보존된 문서. 2015년 12월 19일에 확인함.